# 2018年瓦加杜古袭击事件
2018年3月2日，在布吉納法索首都瓦加杜古，至少八名武装人员对当地多处重要地段展开袭击。袭击目标包括法国使馆和布基纳法索军队总部。至少16人在袭击中死亡，80多人受伤。

## 袭击背景
由于利比亚内战的缘故，大量武器和武装人员流入该地区，武装袭击在周边地区蔓延。临近布吉納法索的马里在阿扎瓦德展开了战斗，以避免国家分裂。布基纳法索首都瓦加杜古近年来同样面临着类似的大规模袭击：2016年，一起对酒店和餐厅的袭击夺去了30人的性命，其中包括不少外籍人士；2017年，类似的袭击再次上演，夺去了19人的生命。这两起袭击均由伊斯兰马格里布基地组织发起。
布基纳法索在2014年还经历过起义事件，导致了前总统布莱斯·孔波雷在当年下台。

## 袭击事件
10点左右，袭击者开始进攻军队总部，引爆了一枚汽车炸弹，企图袭击在建筑内的一次高级军官会议。爆炸摧毁了建筑内的一间房间。不久，持枪人员向法国大使馆聚集并与当地安全人员和法国军队发生交火。根据法国使馆声明，当地的一家文化机构——法国研究所也在被袭击之列。当地警方确信这起袭击由“伊斯兰极端主义者”发起，这些极端主义者使用了枪支且参与了至少一起汽车炸弹袭击事件。据当地交通部长Remy Danjuinou回应，五名发动袭击的武装人员在法国使馆附近被击毙，至少三名其同伙在军队总部附近被击毙。袭击共造成30人死亡，85人受伤。
在城市的西面，军队人员联合指挥官的办公室被发现冒起浓烟，不知名的目击者称听见了巨大的爆炸声。该建筑和临近建筑的玻璃已经碎裂。

## 各方反应
联合国秘书长安东尼奥·古特雷斯发表声明，谴责了此次袭击，并同时强调了国际社会对布基纳法索的支持。法国总统埃马纽埃尔·马克龙与布基纳法索总统羅克·馬克·克里斯蒂安·卡波雷通电话表示哀悼，并誓言继续对布基纳法索展开支持。
袭击后一天，伊斯兰马格里布基地组织下属的由马里极端主义者伊亚迪·阿扎利领导的组织伊斯兰后卫组织宣布对此次袭击负责，并称这是对法国军队此前在马里北部军事行动的报复。